# 1. slovenská nohejbalová liga žen
1. Slovenská nohejbalová liga žen je slovenská nohejbalová soutěž žen, která vznikla v roce 2001. Pořádá ji Slovenská nohejbalová asociace (SNA). Nejúspěšnějším týmem je NK '99 Trebišov, který v ní zvítězil sedmkrát (2002, 2003, 2006, 2007, 2008, 2009, 2010). Druhý nejlepší tým je NK DPMK Košice, která vyhrála na první sezóně a která jako jeden ze dvou týmů získal další zlaté medaile, vyhrála pětkrát (2001, 2004, 2005, 2011, 2012). Už v roce 2012 spolu hráli pouze NK '99 Trebišov a NK DPMK Košice, od roku 2013 se hry nekonají.